# Propappidae
Propappidae – monotypowa rodzina pierścienic zaliczanych do skąposzczetów (Oligochaeta) obejmująca trzy słodkowodne gatunki o palerktycznym zasięgu występowania umieszczone w rodzaju Propappus Michaelsen, 1905. Propappidae jest blisko spokrewniona z Haplotaxidae i z wazonkowcowatymi (Enchytraeidae), do których te gatunki były wcześniej zaliczane.
Rodzina została utworzona w 1986 roku w oparciu o kilka cech morfologicznych, przez K. A. Coatesa, który (podobnie jak inni autorzy) kwestionował zasadność zaliczania rodzaju Propappus do wazonkowców.
W Polsce występuje Propappus volki.

## Gatunki
- Propappus arhyncotus
- Propappus glandulosus
- Propappus volki